# John Howard (athlétisme)
Pour les articles homonymes, voir John Howard et Howard.
John Howard, né le 21 juillet 1981 à Weno dans l'État de Chuuk, est un sprinter des États fédérés de Micronésie et le frère jumeau de Jack Howard, également sprinter. Il a participé aux Jeux olympiques de 2004 et de 2012 et à cinq championnats du monde d'athlétisme. Sous les couleurs des États fédérés de Micronésie, il a gagné deux médailles de bronze aux Jeux du Pacifique sud et une troisième aux Mini-jeux du Pacifique sud. En tant qu'athlète de l'État de Chuuk, il a remporté six médailles d'or aux Jeux de la Micronésie et quatre médailles d'or, deux médailles d'argent et une médaille de bronze aux championnats de Micronésie d'athlétisme. Durant sa période d'activité, il était l'un des sprinters les plus rapides de la région de Micronésie. Il est titulaire de deux records nationaux individuels (100 m et 200 m) et de deux records nationaux en relais (4 × 100 m et 4 × 400 m).

## Résultats sportifs

### Débuts en compétition et premiers Jeux olympiques
Les débuts en compétition de John Howard sont peu connus. Une participation à l'édition de juillet 2001 des Jeux des États fédérés de Micronésie est attestée : l'athlète concourt sur le 200 m et le termine en 22 s 48, mais sa position n'est pas renseignée. Il poursuit sa saison avec les championnats du monde à Edmonton au Canada. Il court cette fois-ci le 100 m. Il termine 7e de sa série avec un temps de 11 s 05 et ne se qualifie pas pour le tour suivant. À la fin de l'année, il participe aux Mini-Jeux du pacifique sud qui se déroulent à Middlegate dans l'Île Norfolk. John Howard ne dépasse pas le stade des séries du 100 m et du 200 m, en cause des temps respectifs de 11 s 67 et de 23 s 34.
En juillet 2002, aux Jeux de la Micronésie à Palikir dans l'État de Pohnpei, John Howard remporte la médaille d'or sur l'épreuve du 100 m avec un temps de 10 s 88 devant son frère Jack (11 s 01), ainsi que la médaille d'or sur l'épreuve du 200 m en 22 s 15,. Avec Jack Howard, Keitani Graham et Peter Donis Rudolph, il gagne également la médaille d'or en relais 4 × 400 m. Les athlètes établissent à cette occasion un nouveau record national avec un temps de 3 min 25 s 49,,. Il obtient cette année 2002 le prix du meilleur athlète micronésien.
En avril 2003, John Howard termine second du 100 m (11 s 19) des championnats de Micronésie d'athlétisme à Koror aux Palaos et participe peut-être aux relais vainqueurs des 4 × 100 m (43 s 73) et 4 × 400 m (3 min 29 s 27),. L'athlète termine 5e du 100 m (11 s 1) aux Jeux du Pacifique sud de 2003 qui se tiennent à Suva aux Fidji et 3e du 200 m (21 s 94),. Avec son frère John, Peter Donis Rudolph et Danny Fredrick, il termine 3e du relais 4 × 100 m. Ils battent le record national en le portant à 42 s 12,. Les mêmes athlètes terminent 5e du 4 × 400 m avec un temps de 3 min 28 s 93. Dans la foulée, il participe aux championnats du monde d'athlétisme à Saint-Denis en France et termine 6e de sa série du 100 m avec un temps de 11 s 08, ce qui ne lui permet pas se passer au tour suivant. Lors de la coupe d'Océanie fin juin, John Howard établit un nouveau record national du 200 m en parcourant la distance en 21 s 65. Sa place n'est pas connue,.
En 2004, aux 28e Jeux Olympiques qui se tiennent à Athènes en Grèce, le sprinter micronésien établit un nouveau record national lors des séries du 100 m en courant en 10 s 85. Cependant, ce résultat ne lui permet pas de passer le stade des séries.

### Première olympiade
En juillet 2005, John Howard est présent aux Mini-Jeux du pacifique sud qui se tiennent à Koror aux Palaos. L'athlète termine 6e et dernier de la finale du 100 m (11 s 04). Avec Jesse Hairens, Jack Howard et Peter Donis Rudolph, il termine 3e du relais 4 × 100 m (42 s 83),. Quelques semaines plus tard, le sprinter micronésien participe aux championnats du monde d'athlétisme à Helsinki en Finlande. Sa performance (11 s 24) le classe sixième de sa série et ne le qualifie pas pour la suite de la compétition. Il n'est pas en mesure de participer aux championnats de Micronésie d'athlétisme qui se tiennent en décembre.
John Howard ne reprend la compétition qu'en décembre 2007, à l'occasion des championnats de Micronésie d'athlétisme à Yona sur l'île de Guam, John Howard termine 1er du 60 m (7 s 02) et du 200 m (23 s 24) à chaque fois devant son frère Jack, et 2e du 100 m (11 s 21) derrière Jack Howard. Les deux frères accompagnés de Yondan Namelo et Dickson Maipi accèdent à la 2e place du 4 × 100 m (44 s 27). Associés à D'Shaun Stallings et Joseph Artui, ils prennent la 3e place du 4 × 400 m (3 min 46 s 87).

### Deuxième olympiade et fin de carrière
En juin 2008, aux championnats d'Océanie d'athlétisme, John Howard termine 5e de la finale du 100 m (11 s 14) et 5e avec le relais du 4 × 100 m composé également de Justine Rodriguez, Yondan Namelo et Jack Howard (44 s 08). Le sprinter micronésien n'est pas sélectionné pour les Jeux olympiques, au contraire de son frère Jack.
John Howard revient en forme en 2009 lors des Guam Track and Field Association Summer Series à Tumon à Guam. Il y bat son propre record national du 100 m en l'améliorant de deux centièmes de secondes (10 s 83),.
Au début de l'année suivante, il participe au 60 m des 13e championnats du monde d'athlétisme en salle à Doha au Qatar. Il termine 6e de sa série en 7 s 30. Durant l'été, au cours des Jeux de la Micronésie, le sprinter s'octroie la médaille d'or sur 100 m (11 s 04), 200 m (22 s 86) et en relais 4 × 100 m avec Rusty Etipo et les frères Yonder et Yondan Namelo (44 s 24),.
En 2011, aux Jeux du Pacifique sud à Nouméa en Nouvelle-Calédonie, John Howard échoue en demi-finale du 100 m avec un temps de 11 s 54 et en séries du 200 m avec un temps de 23 s 20. Il réitère une mauvaise performance aux Championnats du monde à Daegu en Corée du Sud puisqu'il termine 7e de sa série du 100 m du Tour préliminaire en 11 s 71.
L'année 2012 commence mal pour l'athlète micronésien puisque lors des Mondiaux en salle à Istambul en Turquie il est disqualifié lors du tour préliminaire pour un faux-départ. En cette année olympique, accompagné par son entraineur Germinaro, il bénéficie d'un programme d’entrainement financé par le Comité Olympique pour se mettre en condition. Aux Jeux Olympiques de Londres au Royaume-Uni, il se classe 5e de sa série avec un temps de 11 s 05.
John Howard achève sa carrière sportive aux Mini-Jeux du pacifique sud de 2013 qui se sont déroulés à Suva aux Fidji. Il termine 17e des séries du 100 m avec un temps de 11 s 28 et ne peut se qualifier pour les demi-finales. Il ne participe pas non plus à la finale du 200 m, son temps de 22 s 85 le classant en 9e position des qualifications.

## Investissement dans l'encadrement sportif
John Howard fonde, en 2015 dans l'État de Chuuk, avec quatre autres micronésiens, le FAS Athletic Club — FAS pour Foneni Achocho Sensu, « travail acharné par le sport » en français — dont il est le président. L'objectif est d'amener des jeunes à faire de l'athlétisme. Il assure l'entraînement en collaboration avec d'autres coachs. L'organisation de compétitions d'athlétisme, sport populaire, est pour lui un moyen d'attirer les jeunes micronésiens et notamment ceux de l'État de Chuuk pour les éduquer à être des citoyens responsables et productifs, à les éloigner de l'alcool et de la violence. Il juge que le fait de voyager pour participer aux grandes compétitions est d'un grand apport constructif,.

## Palmarès

### Records
John Howard est détenteur de quatre records nationaux séniors. Il possède deux records individuels : celui du 100 m avec un temps de 10 s 83 réalisé en 2009 lors des Guam Track and Field Association Summer Series à Tumon à Guam, et celui du 200 m avec 21 s 65 obtenu lors de l'édition de 2003 de la coupe de l'Océanie à Apia aux Samoa,. Ses deux records en relais sont ceux du 4 × 100 m (42 s 12) établi à l'occasion des Jeux du Pacifique sud de 2003 à Suva aux Fidji, et du 4 × 400 m (3 min 45 s 49) lors des Mini-Jeux du Pacifique de 2005 qui se sont tenus à Koror aux Palaos,.

### Jeux du Pacifique et Mini-jeux du Pacifique
| Jeux du Pacifique - Jeux du Pacifique sud 2003 à Suva aux Fidji - sur le 200 m et sur le relais 4 × 100 m. | Mini-jeux du Pacifique - Mini-jeux du Pacifique sud 2005 à Koror aux Palaos - sur le relais 4 × 100 m. |

### Jeux de la Micronésie
- Jeux de la Micronésie de 2010 à Koror aux Palaos.
  -  sur le 100 m,  sur le 200 m et  sur le relais 4 × 100 m.
- Jeux de la Micronésie de 2002 à Palikir dans l'État de Pohnpei dans les États fédérés de Micronésie
  -  sur le 100 m,  sur le 200 m et  sur le relais 4 × 400 m.

### Championnats de Micronésie d'athlétisme
- Championnats d'athlétisme de Micronésie 2007 à Yona à Guam.
  -  sur le 60 m,  sur le 200 m,  sur le 100 m,  sur le relais 4 × 100 m,  sur le relais 4 × 400 m.
- Championnats d'athlétisme de Micronésie 2003 à Koror aux Palaos.
  -  sur le 100 m, peut-être  sur le 4 × 100 m et peut-être  sur le relais 4 × 400 m.

### Note
1. ↑  La composition des relais n'a pu être déterminée.